# 534
534 (DXXXIV, na numeração romana) foi um ano comum do século VI do Calendário Juliano, da Era de Cristo, teve início a um domingo e terminou também a um domingo, e a sua letra dominical foi A (52 semanas).
| Ano completo                    |
| ------------------------------- |
| Ano comum com início ao domingo |

## Eventos
- Os francos conquistam a Borgonha.
- Término do reino dos Vândalos no Norte de África, iniciado em 439 na cidade de Cartago.
- É compilado, a mando de Justiniano, o Corpus Iuris Civile.

## Mortes
- 2 de Outubro - Atalarico